# Plano Nacional de Saneamento Básico
Em termos de política pública, é comum a elaboração de planos setoriais onde o poder executivo expressa suas diretrizes, metas e estratégias de execução. Assim também na área de infraestrutura, como no saneamento básico. 

## Premissas Legais
No Brasil, o Plano Nacional de Saneamento Básico (Plansab) é o principal instrumento da política federal de saneamento básico e foi previsto na Lei de Diretrizes Nacionais do Saneamento Básico, Lei 11.445/2007. 
Foi publicado inicialmente em 2013, com um horizonte de 20 anos, até 2033, com a previsão legal de ser revisado a cada quatro anos. O Plano foi aprovado pelo Decreto Presidencial n° 8.141/2013 e pela Portaria Interministerial n° 571/2013.

## Saneamento Básico no Brasil
Diferentemente de outros países, onde, por vezes é considerado como sinônimo de esgotamento sanitário, o saneamento básico no Brasil corresponde aos serviços relacionados com quatro componentes, definidos na Lei 11.445/2007:
- Abastecimento de Água Potável;
- Esgotamento Sanitário;
- Limpeza Urbana e Manejo de Resíduos Sólidos;
- Drenagem e Manejo de Águas Pluviais Urbanas;

## O Plansab
O Plansab é um instrumento da política federal de saneamento que abarca esses quatro componentes. O principal objetivo do Plansab é a universalização do acesso ao saneamento básico até 2033.

### Estrutura
O Plano tem como principais elementos constitutivos:
- Princípios e Diretrizes;
- Análise Situacional;
- Cenários;
- Metas;
- Investimentos;
- Programas;
- Estratégias;
- Instrumentos de Monitoramento;

O Plansab foi elaborado com base em um amplo estudo denominado Panorama do Saneamento Básico no Brasil, elaborado por especialistas da UFMG, UFBA e UFRJ através da chamada pública n° 001/2009.
Em 2016, a Secretaria Nacional de Saneamento Ambiental do Ministério das Cidades iniciou ou processo da primeira revisão quadrienal do Plansab, ano-base 2017, a qual terminou em 2019, sem a formalização necessária para oficialização do Plano.
O ano de 2021 seria o ano-base para a segunda revisão do Plansab, mas por conta da pandemia de Covid-19 foi adiada para 2022 e está em andamento (2023).

### Monitoramento
Além das revisões quadrienais, existem ainda os Relatórios de Avaliação Anual do Plansab, os quais são ferramentas de monitoramento da implementação do Plano. Existem Relatórios para os seguintes anos: 2014. 2015, 2016, 2018, 2019, 2020, 2021 e se encontram disponíveis no site do Ministério das Cidades. Nos Relatórios é possível acompanhar:
- Os indicadores de acesso ao saneamento, para o quatro componentes;
- Indicadores que se referem a outros aspectos mais qualitativos da prestação de serviços;
- Investimentos onerosos e não-onerosos realizados pelo Governo Federal e por outros agentes federais (CAIXA, BNDES etc)
- Programas relacionados com o saneamento básico nos PPAs vigentes